# Bryan Smith (wielrenner)
Bryan Smith (Madison, Wisconsin, 9 februari 1981) is een voormalig Amerikaans wielrenner die in het verleden uitkwam voor TIAA-CREF en Colavita.

## Overwinningen
2005
- 3e etappe Ronde van Shenandoah

## Grote rondes
Geen